# 안타
안타(安打)는 야구와 소프트볼에서 투수가 던진 공을 타자가 타격하여 아웃이 되지 않고 1루 이상 진루할 수 있게 친 타구를 말한다. 흔히 안타라고 하면 1루타를 가리킨다.

## 종합안타의 종류
- 1루타 - 1루타는 일반적으로 단타, 또는 그냥 안타라고도 불린다. 볼넷(four balls)은 안타지만 낫 아웃(not out)은 안타가 아니다.
- 2루타 - 2루타는 타구가 주로 외야로 나가거나, 수비수 사이에서 실책이 발생했을 때 주로 나온다.
- 3루타 - 3루타는 타구가 외야의 안타가 나오거나, 타자의 주력이 좋을 때, 수비수 사이에 큰 실책이 나왔을 경우에 주로 나온다.
- 홈런 - 홈런은 크게 두 가지로 나뉘는데, 타자가 공이 홈플레이트에 오기 전에 홈플레이트를 밟는 인사이드 더 파크 홈런[1] 또는 장내 홈런과 타구가 구장 밖으로 나가는 장외 홈런으로 나뉜다.

## 선두 타자 안타
한 이닝에서 선두 타자로 나온 타자가 안타를 기록하게 되면 이것을 선두 타자 안타라고 부른다.

## KBO 리그 야구 안타 기록

### 개인 통산 최다 안타
| 순서 | 선수명 | 안타수 | 연도 | 소속팀 |
| ---- | ------ | ------ | ---- | ------ |
| 1    | 박용택 | 2504   | 2020 | LG     |
| 2    | 양준혁 | 2318   | 2007 | 삼성   |
| 3    | 김태균 | 2209   | 2018 | 한화   |
| 4    | 이대호 | 2199   | 2021 | 롯데   |
| 5    | 박한이 | 2174   | 2016 | 삼성   |
| 6    | 정성훈 | 2159   | 2016 | LG     |
| 7    | 이승엽 | 2156   | 2016 | 삼성   |
| 8    | 이진영 | 2125   | 2017 | KT     |
| 9    | 장성호 | 2100   | 2012 | KT     |
| 10   | 홍성흔 | 2046   | 2015 | LG     |
| 11   | 이병규 | 2043   | 2008 | LG     |
| 12   | 전준호 | 2018   | 2008 | 서울   |

### 한 시즌 최다 안타
2020년 11월 현재
| 순서 | 선수명                 | 안타수 | 연도 | 소속팀 | 기타 |
| ---- | ---------------------- | ------ | ---- | ------ | ---- |
| 1    | 서건창                 | 201    | 2014 | 넥센   |      |
| 2    | 호세 미구엘 페르난데스 | 199    | 2020 | 두산   |      |
| 3    | 호세 미구엘 페르난데스 | 197    | 2019 | 두산   |      |
| 4    | 이종범                 | 196    | 1994 | 해태   |      |
| 5    | 김태균                 | 193    | 2016 | 한화   |      |
| 5    | 이정후                 | 193    | 2019 | 키움   |      |
| 5    | 손아섭                 | 193    | 2017 | 롯데   |      |
| 8    | 이병규                 | 192    | 1999 | LG     |      |
| 8    | 이대형                 | 192    | 2016 | Kt     |      |
| 10   | 유한준                 | 188    | 2015 | 넥센   |      |
| 11   | 마해영                 | 187    | 1999 | 롯데   |      |
| 12   | 손아섭                 | 186    | 2016 | 롯데   |      |
| 13   | 나성범                 | 184    | 2015 | NC     |      |

### 통산 한국시리즈 최다 안타
2016년 1월 현재
| 순서 | 선수명 | 타점 | 연도                            | 소속팀                    | 기타 |
| ---- | ------ | ---- | ------------------------------- | ------------------------- | ---- |
| 1    | 박한이 | 57   | 2001년 ~                        | 삼성                      |      |
| 2    | 박진만 | 40   | 1996년 ~ 2015년                 | 현대 삼성 SK              |      |
| 3    | 박재홍 | 36   | 1996년 ~ 2012년                 | 현대 KIA SK               |      |
| 4    | 진갑용 | 34   | 1997년 ~ 2015년                 | OB 두산 삼성              |      |
| 5    | 이숭용 | 33   | 1994년 ~ 2011년                 | 태평양 현대 히어로즈 넥센 |      |
| 5    | 김종훈 | 33   | 1994년 ~ 2007년                 | 롯데 삼성                 |      |
| 5    | 최정   | 33   | 2005년 ~                        | SK                        |      |
| 8    | 전준호 | 32   | 1991년 ~ 2009년                 | 롯데 현대 히어로즈        |      |
| 8    | 이승엽 | 32   | 1995년 ~ 2003년 2012년 ~ 2017년 | 삼성                      |      |
| 8    | 김한수 | 32   | 1994년 ~ 2007년                 | 삼성                      |      |

현역선수는 볼드체

## 같이 보기
- 일본 프로 야구 최다 안타